# 식충식물

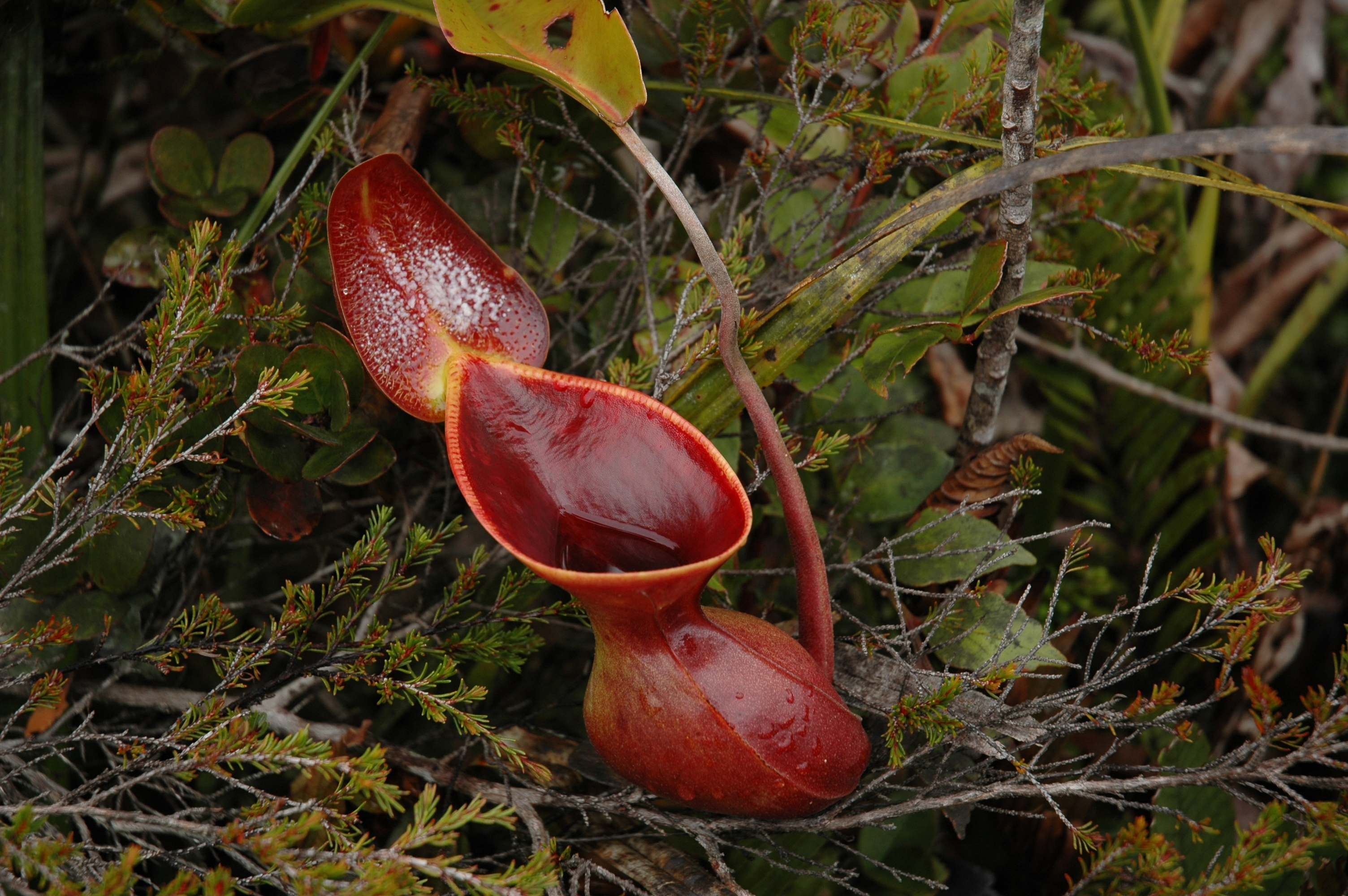

식충식물(食蟲植物, 영어: insectivorous plants)은 벌레를 잡아먹는 식물을 말한다. 때로는 육식성 식물, 육식식물이라고도 불리기도 한다.
식충식물이 자라는 곳은 대부분 습지라든가 이탄지(泥炭地), 사력지(砂礫地) 또는 암벽과 같은 곳이다. 이러한 토양에서는 생물 생존에 필수적인 질소원(NO3-, NH4+ 등 형태로서 토양에 존재하며 단백질의 구성요소)과 인산(핵산(DNA, RNA)과 ATP의 구성요소) 등이 수분에 쉽게 씻겨 내려가 양분이 부족하다. 특히 습지의 토양에는 pH를 조절해주는 알칼리 이온이나 알칼리토금속류 이온이 씻겨 내려가 토양이 비교적 강산성을 띠고 있다. (강산성의 토양은 곰팡이균을 약하게 하거나 곰팡이의 발생을 막고 다른 식물이 잘 살지 못하게 하기 때문에 식충식물이 생존하기 좋은 조건을 제공하기도 한다.) 이러한 좋지 않은 주위 환경에서 다른 영양원을 얻고 죽지 않고 살아남기 위해 일부 식물들이 선택한 것이 식충 활동이다.

## 포충기작
식충식물은 각각 생존을 위해 여러 가지의 포충기(捕蟲器, 벌레를 유인해서 잡는 기관)를 발달시켜 진화해 왔다. 포충기 내부에는 선조직(腺組織, 분비샘조직)이 발달해 있어 여기서 단백질, 핵산을 분해하는 소화 효소와 산(酸), 포충기작은 포획형, 포충낭형, 끈끈이형, 함정문형, 유도형, 이렇게 5가지로 분류한다.

#### 포획형

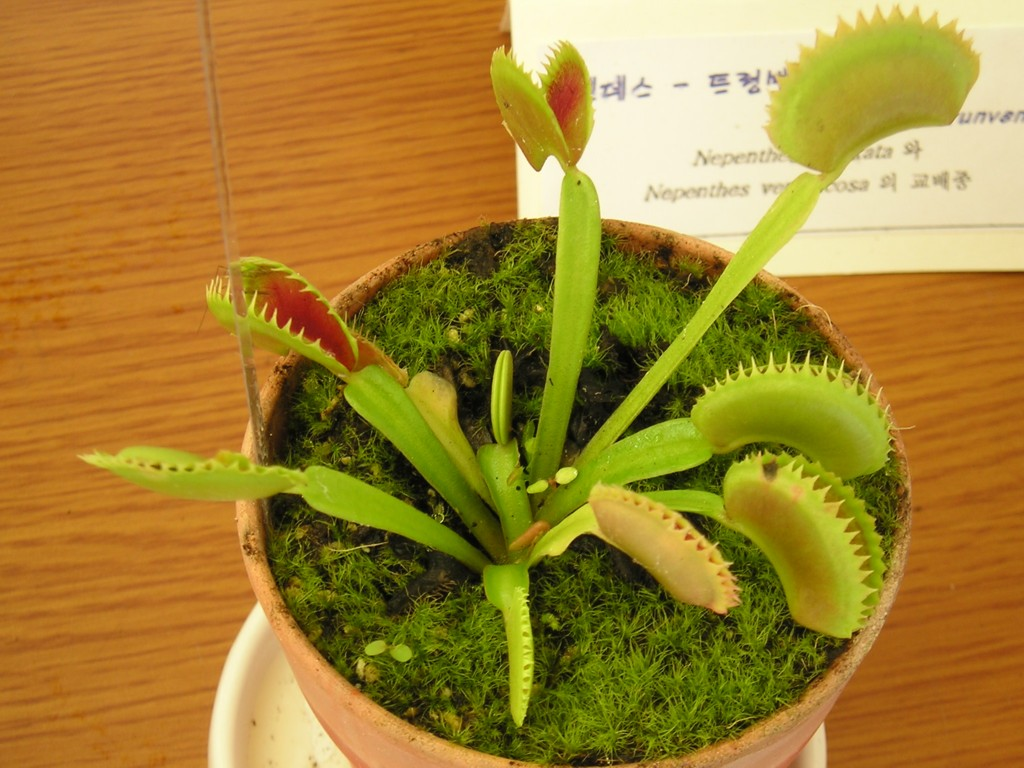
파리지옥

포획형(捕獲形, snap trap)은 먹이가 가까이 왔을 때 잎을 빠르게 접어서 먹이를 잡는 방법이다. 포획형 덫을 가진 식충식물은 파리지옥(Dionaea muscipula)과 벌레잡이말(Aldrovanda vesiculosa) 2종류 뿐이다. 벌레잡이말은 물속에서 수서 무척추 동물을 잡고 파리지옥은 육상에서 주로 파리나 거미를 잡는다. 이들은 공통 조상에서 유래된 것으로 보이며 함정도 매우 비슷하게 생겼다. 하나의 함정은 하나의 잎이 변형된 것으로 둥글고 가장자리에 가시가 나 있다. 가운데 주맥(主脈)을 중심으로 잎의 양쪽이 오므라들어 닫히는데 조개처럼 잘 합쳐진다.
파리지옥의 경우 함정 안 쪽에는 예민한 감각털이 잎 양쪽에 3개씩 있는데 감각털을 건드리면 벌어져 있던 잎이 닫힌다. 감각털에 자극을 주면 감각털 아래쪽의 세포막에 있는 이온채널이 열려 칼륨이온이 세포 밖으로 이동한다. 세포내외의 칼륨이온 농도의 변화가 생기면 전위차가 생기는데 일정 수준이상의 전위차(활동전위)가 생기면 주맥에 있는 세포를 길게 뻗게끔 한다. (활동전위설)
칼륨이온이 세포벽사이나 체관을 통해 주맥 쪽으로 이동하여 이온과 함께 주변세포에서 주맥에 있는 세포로 물이 유입되어 길쭉하게 늘어나다가 결국 구부러져 벌어져있던 덫이 닫히게 된다. (삼투압설)
이 전체 과정은 1초 이내에 이루어진다. 함정이 닫히기 위해서는 1.5 ~ 30초 사이에 자극을 2번 주어야하며(방향성이 없는 경촉성, thigmonasty). 덫에 걸린 곤충이 저항하면 파리지옥은 자극을 받아 잎의 내부 표면을 부풀린다.(방향성(먹이 쪽)이 있는 굴촉성, thigmotropism)
잎이 닫힌 직후에 감각털에 자극이 없거나 먹이감이 없으면 몇 시간~ 이틀 뒤에 다시 잎이 열린다. 파리지옥은 이러한 간단한 복원작용을 통해 빗방울이나 바람에 날려 온 모래 때문에 불필요하게 잎이 닫히는 것을 막는다. 잎은 처음에는 곤충이 도망가지 못 할 정도로만 살짝 닫혔다가 감각기관에서 단백질을 감지하면 꽉 닫는다. 꽉 닫힌 잎 속은 동물의 위장처럼 만들어져 소화액을 분비하여 먹이를 1-2주 동안 소화한다. 잎은 자극에 느리게 반응하게 되기 전까지 재사용된다고 한다(최대 3-4번 정도).

#### 포충낭형
포충낭형(捕蟲囊形, pitcher or pitfall)은 주머니형태로 변형된 잎 속에서 먹이를 소화효소나 공생세균의 활동에 의해 소화하는 식충식물 형태이다.
보통 포충낭의 내벽은 왁스층으로 덮여있어 미끈하기 때문에 곤충이 좀체로 발을 딛기 어렵다. 안토시아닌 색소로 포충낭이 꽃같이 보이게 하거나(예, Sarracenia flava) 포충낭입구에서 당분(nectar)을 분비하여 곤충을 유인한다. 유인된 먹이는 공생세균에 맡겨서 소화하거나 자체적으로 소화액을 분비하여 소화를 한다. 곤충을 유인하는 물질을 분비하는가 여부에 따라 pitcher(포충낭), pitfall(함정)형으로 다시 나누기도 한다.
- pitcher trap(유인물질분비 o) - 벌레잡이풀속, 케팔로투스 폴리쿨라리스
- pitfall trap(유인물질분비 x) - 사라세니아과(Heliamphora, Sarracenia, Darlingtonia)

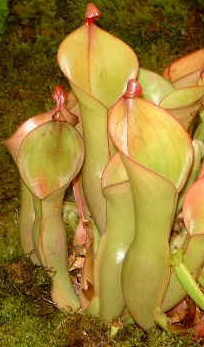
Heliamphora nutans

- 사라세니아과 (Sarraceniaceae)

- 헬라암포라속 (Heliamphora) - 해받이병풀

헬리암포라속은 가장 단순하고 원시적인 포충낭구조를 가지고 있다. 잎이 둥글게 말려져 양쪽 가장자리가 붙게 되어 포충낭이 형성, 분화했음을 헬리암포라의 포충기로써 짐작할 수 있다. 헬리암포라의 명칭유래를 살펴보면 helio는 그리스어로 해(sun)을 뜻하며 helos는 습지(marsh)를 뜻하고 amphora는 양손잡이가 달린 항아리(jar)를 의미한다. 햇볕이 잘 드는 습지에 살며 병모양인 식물의 특징을 잘 나타내주는 명칭이라 할 수 있겠다. 헬리암포라는 남미의 열대우림지역(Roraima 산 등지)에 주로 자생한다. 자생지 특성상 비가 많이 올 경우 포충낭 속의 빗물이 넘쳐흘러 먹이를 놓칠 수 있기 때문에 이러한 현상을 방지하기 위해 포충낭 봉합선부분에 약간의 구멍을 남겨 놓았다. 이 틈새로 먹이는 거르고 넘치는 빗물만 밖으로 보낸다.
- 사라세니아속 (Sarracenia)

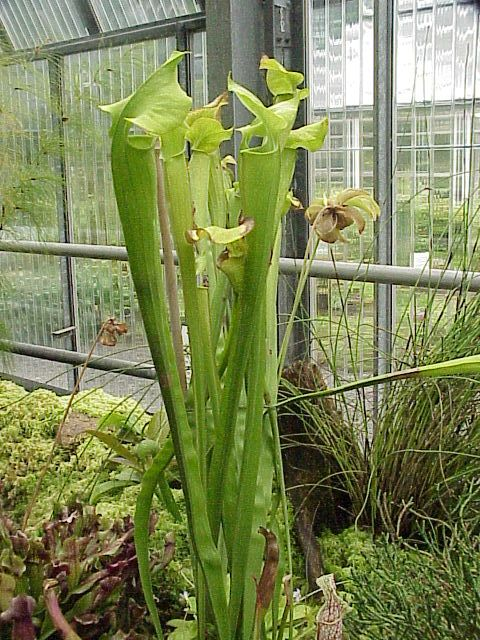
Sarracenia

사라세니아는 포충낭입구에 작은 잎을 달고 있는데 이것은 빗물을 막는 뚜껑역할을 한다. 빗물을 막을 수 있는 뚜껑을 가져서인지는 몰라도 사라세니아는 포충낭 아래쪽에 연결된 잎으로부터 소화효소(단백질분해효소, 인산분해효소 등)를 포함한 소화액이 분비된다. 효소들이 먹이의 단백질은 아미노산으로 핵산은 인산이온으로 작게 쪼개어 식물이 흡수할 수 있도록 해 준다.

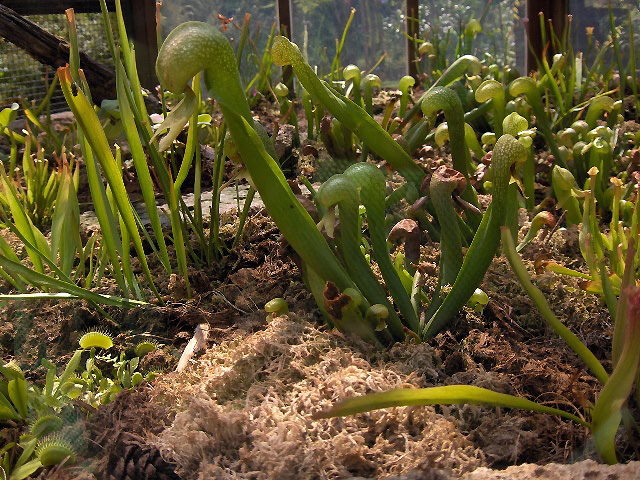
Darlingtonia

- 달링토니아속 (Darlingtonia)

달링토니아는 먹이가 들어오는 입구 위쪽에 풍선처럼 부풀어오른 반투명한 덮개를 가지고 있다. 덮개는 엽록소가 없어 빛이 투과할 수 있고 그물망모양 유리처럼 되어 있다.일단 들어온 곤충(보통 개미)은 덮개가 입구인 것으로 착각하여 진짜 입구를 찾지 못하고 결국 지쳐서 포충낭 아래로 떨어진다. 덮개가 많이 부풀수록 벌레가 많이 들어온다. 씨앗으로 번식하는 사라세니아 종들은 달링토니아처럼 덮개가 길쭉하게 돌출되어 자라난다. 어릴 때의 모습이 서로 유사하기 때문에 사라세니아는 달링토니아의 유형성숙(幼形成熟, neoteny)의 결과로 생겨났다고 할 수 있다.

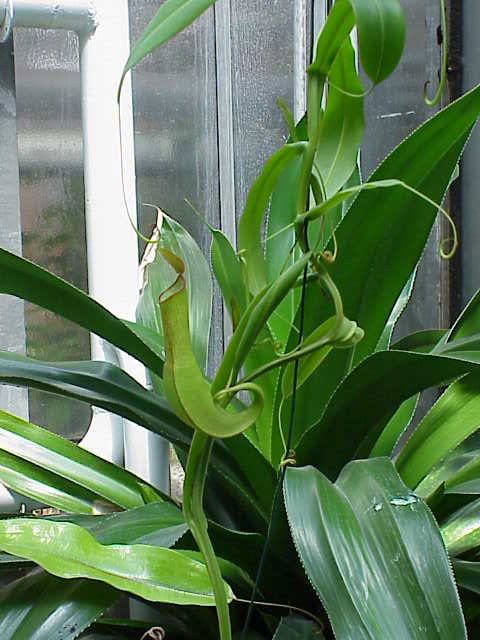
벌레잡이풀속

- 벌레잡이풀과 (Nepenthaceae)

원숭이들이 물을 마시는 컵으로 썼다고 monkey cups이라는 영어이름이 붙은 식물이다. 이 무리의 70여종 이상의 식물에서는 잎의 주맥(主脈, midrib)으로부터 포충낭이 뻗어나온다. 포충낭은 처음에는 덩굴손처럼 보이지만 덩굴손의 끝부분이 점차 부풀어 올라 병모양을 이루게된다. 네펜데스도 빗물막이용 덮개를 가진다. 대부분의 네펜데스는 곤충을 잡지만 매우 큰 포충낭을 가진 것(Nepenthes rajah)들은 쥐나 작은 파충류를 잡을 수도 있다. 네펜데스는 곤충을 포충낭 안에 계속 담고 있기 때문에 다른 동물들에게 먹이를 쉽게 빼앗길 수 있다. (N.bicalcarata)는 흔히 이 곤충들에게서 먹이를 빼앗기지 않기 위해 가시가 있다는 사실이 알려져 있으나, 실제로 이 가시는 공생하는 목수개미들을 위한 분비선이다.
- 괭이밥과 (Oxalidaceae)

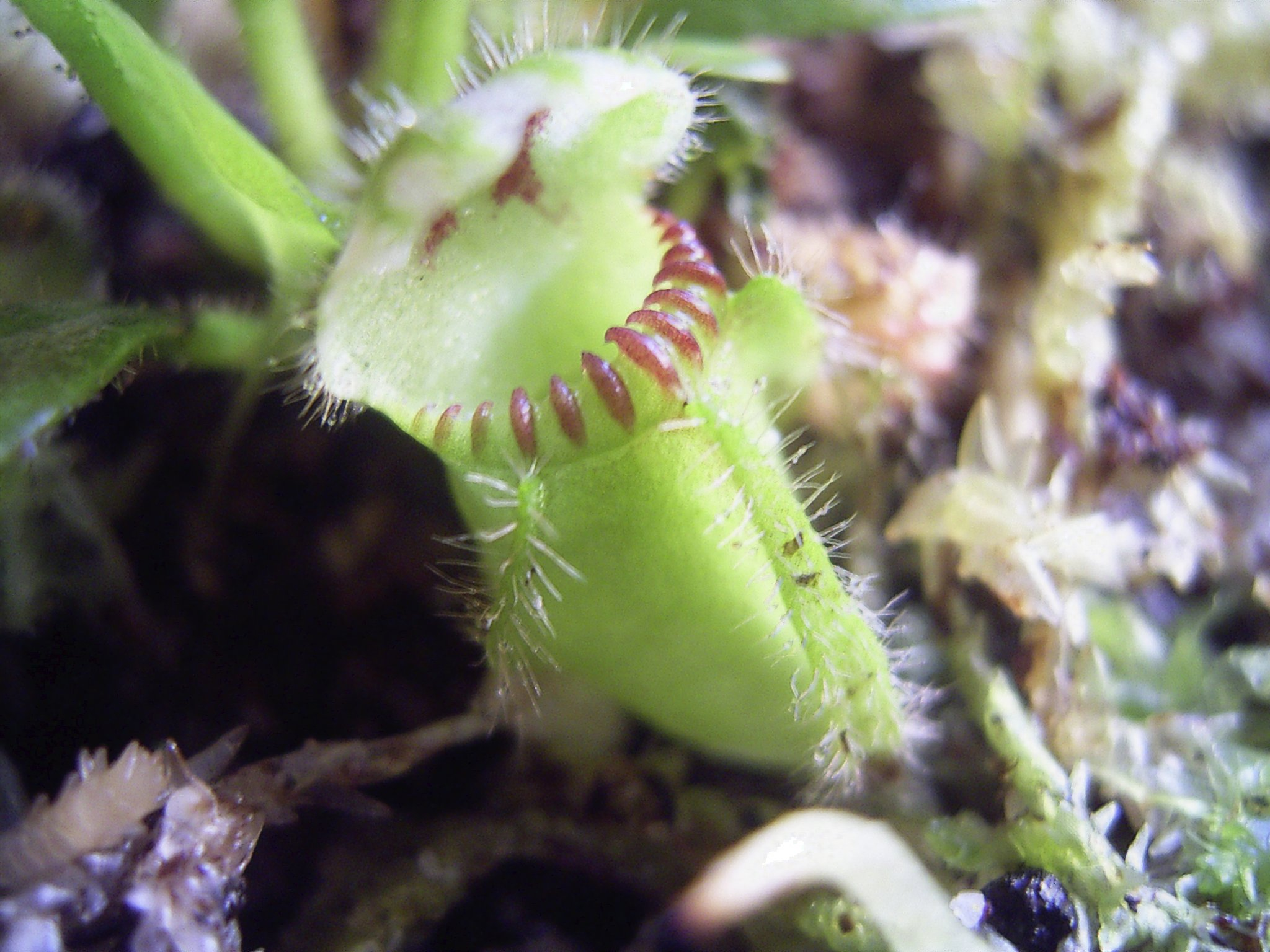
케팔로투스 폴리쿨라리스

  - Cephalotus follicularis

포충낭 입구(peristome)의 도톰한 테두리에서 당분(nectar)을 분비하여 곤충을 유혹한다. 이 당분에는 코닌(coniine, 독성 알칼로이드의 일종, 북미산 솔송나무에서도 발견됨)이라는 독(毒)이 있어 곤충이 마취되어 먹이감이 된다. Cephalotus follicularis 자신은 코닌을 해독할 수 있어서 중독되지 않고 먹이를 섭취한다.
- 파인애플과 (Bromeliaceae)

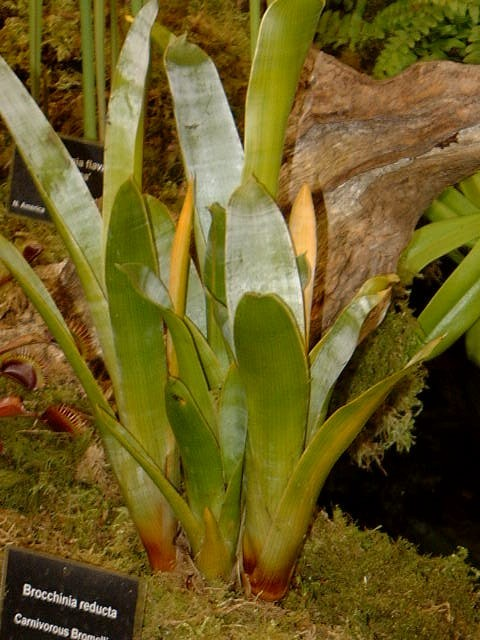
Brocchinia reducta

  - 브로키니아 (Brocchinia reducta)

파인애플 무리의 식물로 파인애플무리의 공통적인 특징인 물이 고이는 장소가 있다.(가운데를 중심으로 가죽질의 단단한 잎이 병풍처럼 둘러나서 물을 담을 수 있다.)
파인애플 무리에서는 가운데 빈 공간에 쉽게 물이 고여 개구리나 곤충, 질소고정세균(diazotrophic bacteria)의 서식처를 제공한다. 파인애플무리 중 Brocchinia reducta 만 식충식물을 하게끔 진화하였는데 물이 스며들지 않는 미끈미끈한 잎을 병풍처럼 둘러서 곤충이 빈 공간으로 미끄러 떨어지면 공생세균이 먹이를 소화해 식물이 흡수할 수 있게끔 해 준다.

#### 끈끈이형
끈끈이형(Flypaper trap)은 끈끈한 액체(점액)를 분비하여 먹이를 잡는다. 끈끈이형 식물의 잎은 털로 덮여있는데 이 털은 점액분비샘이다. 벌레잡이제비꽃의 경우 털이 짧고 잎의 움직임이 없지만 끈끈이주걱의 경우 털이 길고 잎이 움직인다.
- 벌레잡이제비꽃속 (Pinguicula)

잎뿐만 아니라 꽃대에도 점액분비샘이 분포해서 광택이 난다. 이 무리의 점액선은 짧고 움직이지 않는다. 도저히 식충식물로 보이지 않는 이 식물은 잎이 포충기이다. 날아다니는 작은곤충이 잎에 앉으면 비교적 빠르게 잎의 표면적을 넓혀 먹이를 말거나 그릇모양을 만들어 담는다.(굴촉성) 잎은 마는 것은 먹이를 소화하기 쉽게 하기 위한 것도 있지만 빗물에 먹이가 씻겨내려가는 것을 방지하기 위한 목적도 있다.
- 끈끈이귀개속 (Drosera)

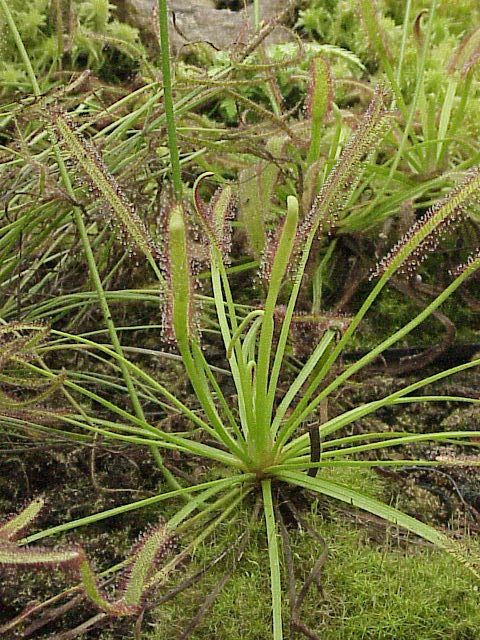
끈끈이귀개속

촉수처럼 생긴 긴 잎(tentacles)에서 나온 분비샘털을 움직일 수 있는 약 100여종의 끈끈이주걱들이 있다. D. burmanii 은 약 1분 동안 긴 잎을 이용해 180°로 먹이를 둘둘 감을 수 있다. 끈끈이주걱은 남극대륙을 제외한 지구상에 매우 널리 분포한다. 피그미끈끈이주걱종류(예, D. pygmaea)와 덩이줄기를 가진 끈끈이귀개(예, D. peltata. 대한민국 자생종)가 있는 호주가 가장 많은 종을 보유하고 있는 것으로 보인다. 끈끈이주걱무리는 NOx -를 NH4 + 나 유기물질로 바꿔줄 수 있는 질산환원효소가 부족해서 먹이에 대한 질소원 의존도가 상당히 높다.

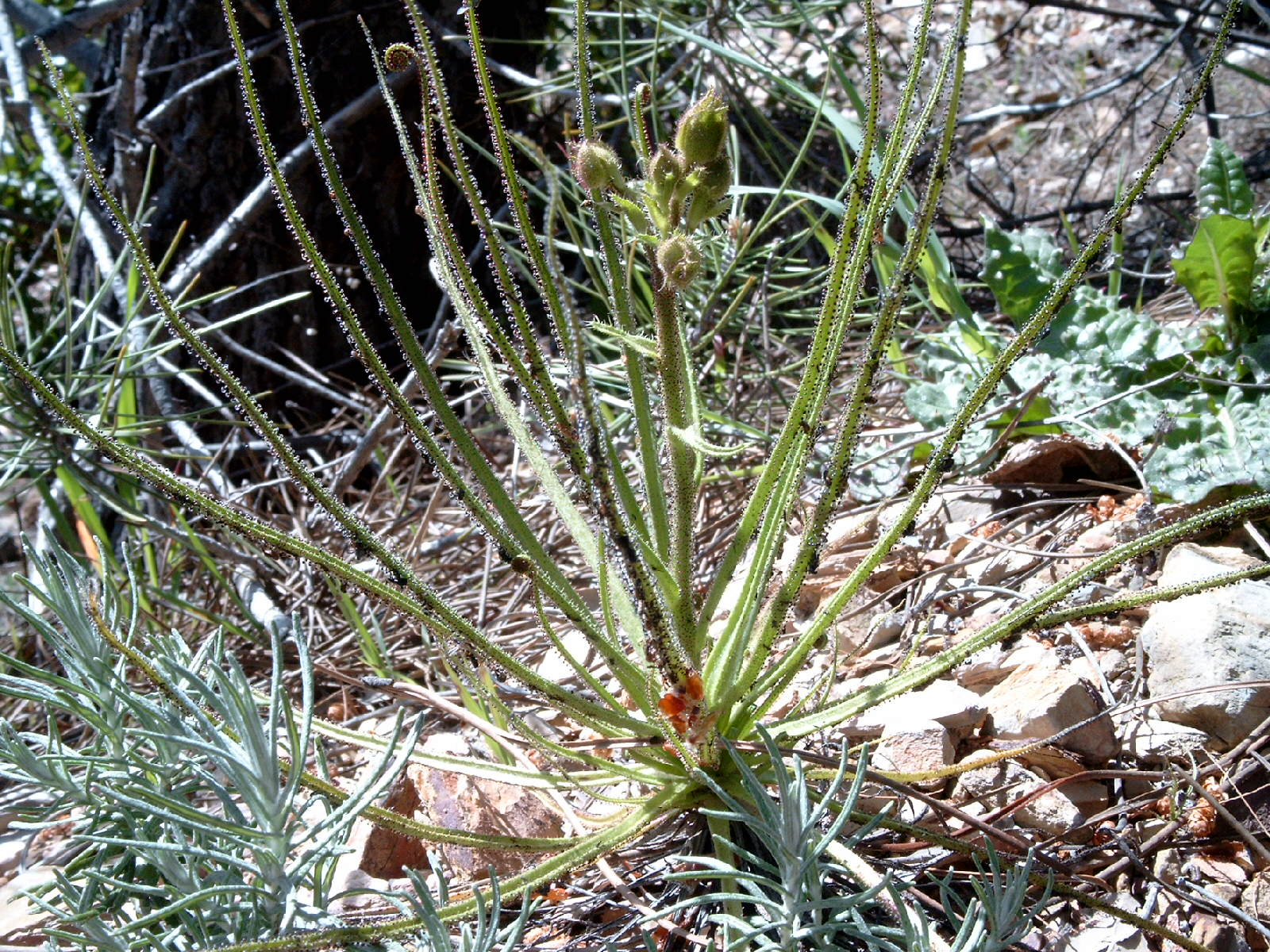
드로소필룸속

- 드로소필룸속 (Drosophyllum)

드로소필룸(포르투갈끈끈이주걱)은 끈끈이주걱과 비슷한 환경에서 살고 있을 뿐 끈끈이주걱과는 달리 움직이지 않는 잎을 가지고 있다. (예외, D. Byblis(Australian rainbow plants))보통의 식충식물들이 습지나 열대에 사는 것과 달리 드로소필룸은 특이하게 준건조 지역에서 산다.

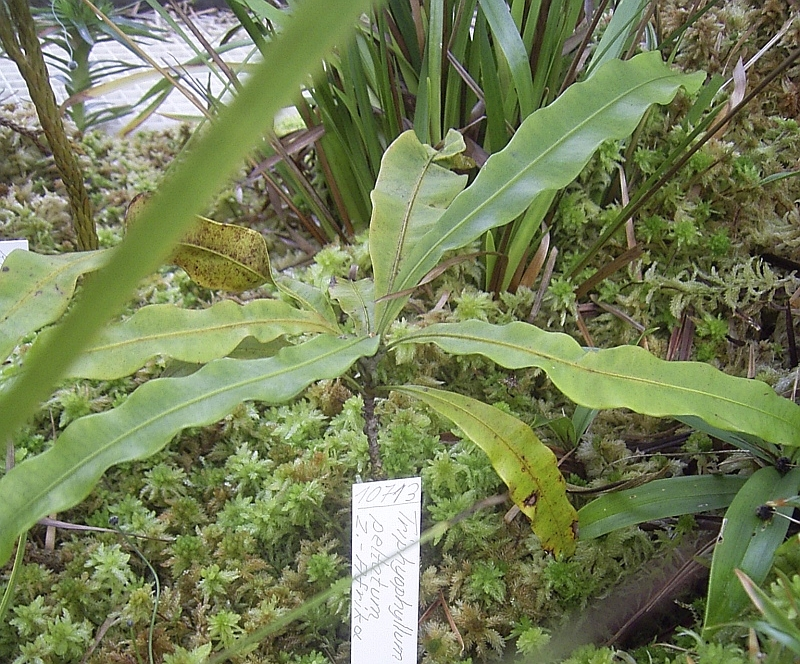
트리피오필룸 펠타툼

- 트리피오필룸 펠타툼 (Triphyophyllum peltatum)

열대덩굴처럼 보이는 이 식물은 다 자라서는 식충활동을 하지 않지만 유묘기 때에만 식충활동을 한다. 꽃을 피우기 위한 양분흡수와 관련된 것으로 보인다.

#### 함정문형
- 통발속(Utricularia)

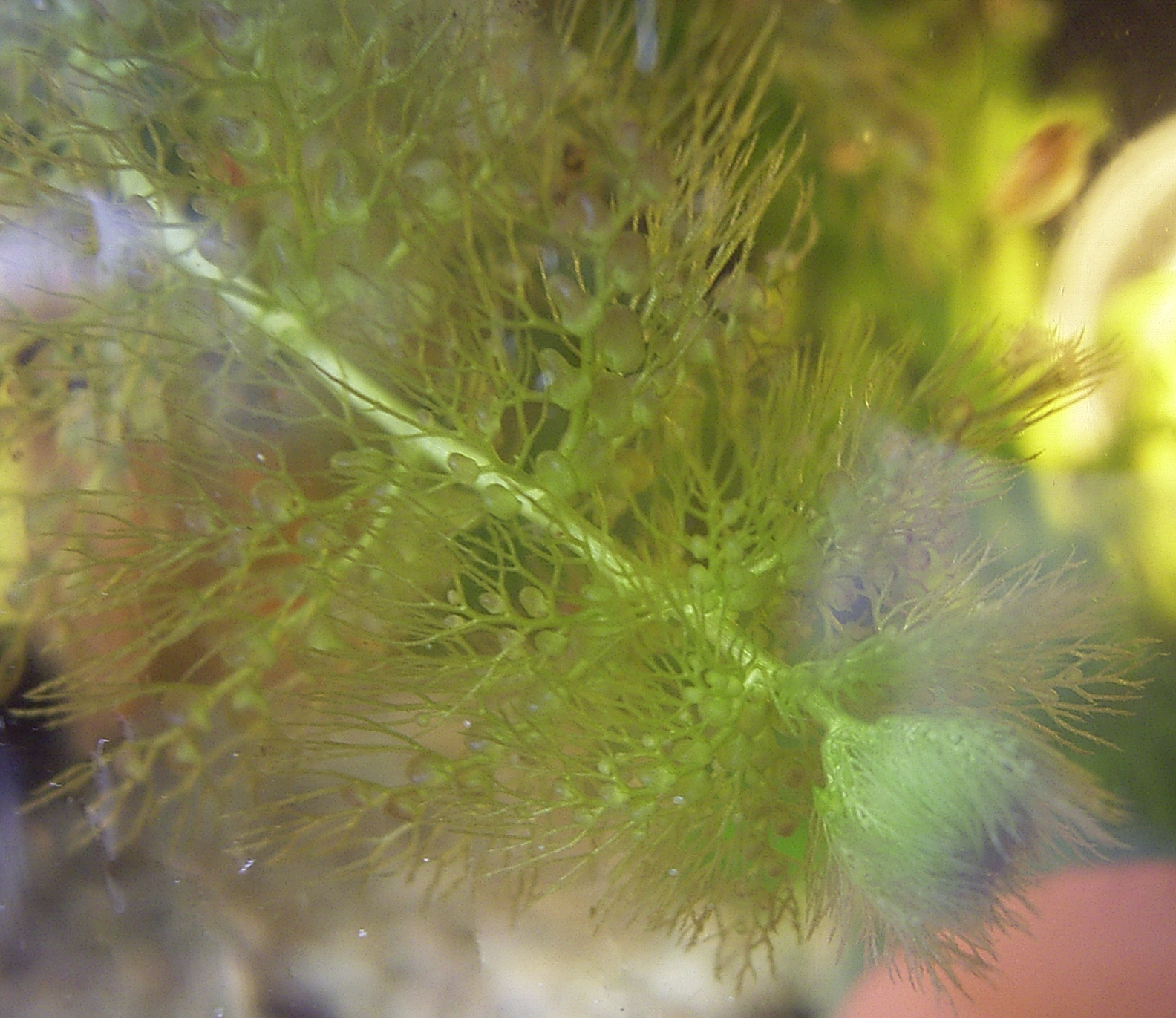
통발

통발(Utricularia) 종류는 이름 그대로 통발(물고기를 잡기위한 도구의 일종)처럼 생긴 함정을 가지고 있다. 함정은 뚜껑이 달린 작은 주머니형태이다. 뚜껑에는 한 쌍의 긴 감각털이 있어서 물벼룩(Daphnia) 수생 무척추동물이 접근하여 건드리게 되면 뚜껑을 닫아버린다. 뚜껑이 닫히는 것은 이온의 이동과 관련이 있다. 주머니 내부의 이온을 바깥으로 빠르게 퍼내면 물이 같이 이동하여 주머니 안이 일종의 진공상태가 된다. 이 때문에 바깥쪽에서 물이 주머니 안으로 유입되게 되는데 이때 먹이가 같이 휩쓸려 들어가면서 뚜껑이 닫히게 되는 것이다. 습지(진흙)에 사는 육상 통발류의 먹이 잡는 방법은 위에서 설명한 수생통발의 먹이잡는 방법과는 유사한 방법을 사용한다. 통발은 뿌리가 없으며 육상통발의 경우 땅속줄기가 뿌리 역할을 대신해 식물체를 고정하는 역할을 한다. 온대지방에 서식하는 통발은 겨울에 비늘줄기로 휴면을 한다. U. macrorhiza의 경우 효과적인 영양흡수를 위해 통발 개수를 마구잡이로 늘이지 않고 주변의 개체들과 함께 스스로 조절한다고 알려져 있다.

#### 유도형

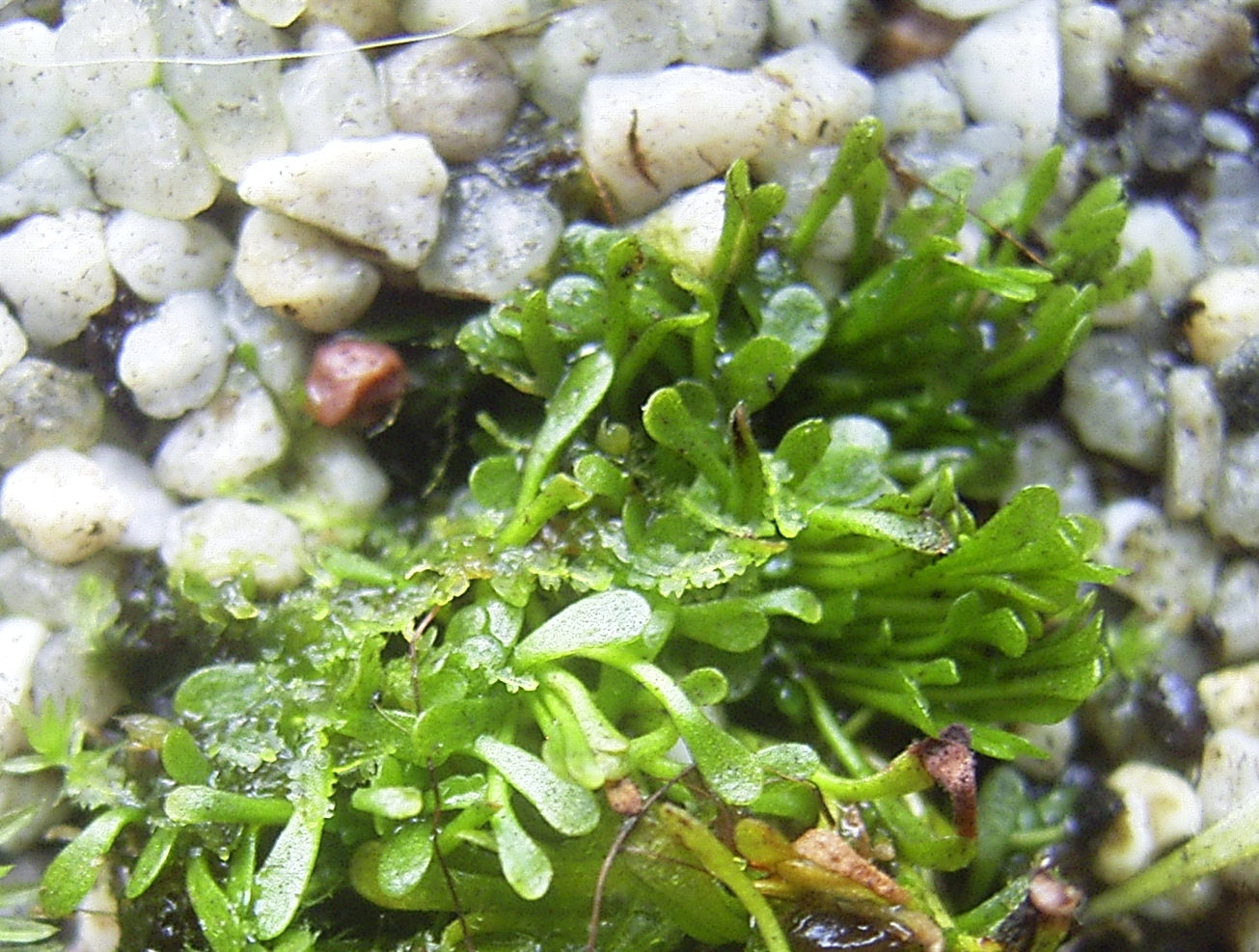
겐리시아

겐리시아 속에서 나타나는 수동적 포충낭형으로 뿌리가 없는 대신 'Y'자형의 포충낭(잎의 변형)이 뿌리역할을 한다. 미생물이 포충낭에 들어오면 안쪽을 향하여 나있는 선모를 따라서 포충낭의 깊은 쪽으로 유도되어 소화가 된다. 분비샘 세포가 소화액 분비와 흡수를 동시에 담당한다. 유도형 또한 함정문형처럼 안쪽에 진공이 걸려서 먹이가 이동하는 것으로 여겨지기 때문에 겐리시아속과 통발속이 서로 진화적으로 연관이 있을 것으로 추정하고 있다.

## 분류
Engler 분류 체계에 따른 분류는 다음과 같다.
속씨식물문(피자식물문, Angiospermae)
- 쌍떡잎식물강 (쌍자엽식물문, Dicotyledoneae)
  - 통꽃아강 (합판화아강, Sympetalae)
    - 통화식물목
      - 통발과 (Lentibulariaceae)
        - 벌레잡이제비꽃속 (Pinguicula)
        - 겐리시아속 (Genlisea)
        - 통발속 (Utricularia)

      - 마르티니아과 (Martyniaceae)
        - 이비셀라속 (Ibicella)

  - 갈래꽃아강 (이판화아강, Archichalamydeae)
    - 끈끈이귀개목 (Sarraceniales)
      - 끈끈이귀개과 (Droseraceae)
        - 파리지옥속 (Dionaea)
        - 끈끈이귀개속 (Drosera)
        - 벌레잡이말속 (Aldrovanda)

      - 사라세니아과 (Sarraceneaceae)
        - 사라세니아속 (Sarracenia)
        - 달링토니아속 (Darlingtonia)
        - 헬리암포라속 (Heliamphora)

      - 벌레잡이풀과 (Nepenthaceae)
        - 벌레잡이풀속 (Nepenthes)

    - 장미목 (Rosales)
      - 비블리스과 (Byblidaceae)
        - 비블리스속 (Byblis)

      - 로리둘라과 (Roridulaceae)
        - 로리둘라속 (Roridula)

      - 케팔로투스과 (Cephalotaceae)
        - 케팔로투스속 (Cephalotus)

    - 물레나물목 (Guttiferales)
      - 디온코필룸과 (Dioncophyllaceae)
        - 트리피오필룸속 (Triphyophyllum)
- 외떡잎식물강 (Monocotyledoneae)
  - 닭의장풀목 (Commelinales)
    - 곡정초과 (Eriocaulaceae)
      - 파이팔란투스속 (Paepalanthus)

## 생태와 식충활동의 의의
식충식물은 주로 습지같이 양분이 부족하고 물과 햇볕이 적은 제한된 서식환경에 살고 있어 드물게 분포하는 듯 보이지만 전 세계적으로 널리 분포한다. 식충식물은 극한조건인 습지에 적응하여 진화한 듯 보인다. 전형적인 식충식물인 파리지옥의 경우 습지에서 자란다.
습지토양은 생장에 필요한 질소(질산염), 칼슘, 인(인산), 철과 같은 원소들이 매우 부족하다(질소는 단백질합성에, 칼슘은 세포벽경화에, 인산은 핵산합성에, 철은 엽록소 합성에 필수적이다.).또한 대체로 물에 잠겨있기 때문에 식물체에 독성을 나타낼 수 있을 정도로 암모늄이온농도가 높으며 물에 잘 녹는 알칼리이온이 씻겨 내려가 pH가 4-5정도로 산성을 띠고 있어 식물이 무기질을 제대로 흡수할 수 없다.
하지만 습지는 따뜻하고 햇볕이 잘 들며 항상 습하고 경쟁식물이 적어(있더라도 물이끼정도) 다른 식물에는 극한의 조건이지만 식충식물에게 알맞은 서식환경이다.
대부분의 식충식물이 습지에 살지만 Drosophyllum lusitanicum의 경우 준사막기후에 Pinguicula valisneriifolia의 경우 석회 절벽에 산다.
식충식물의 식충활동은 토양에는 없거나 부족한 질소, 인, 칼륨 같은 원소를 동물로부터 얻음으로써 척박한 환경에서 생장, 번식을 가능하게 해준다. 그러나 식충식물마다 동물에 대한 양분 의존도는 조금씩 다르다. 피그미 끈끈이주걱의 경우 질산환원효소가 부족해서 토양으로부터 흡수한 질산을 사용하지 못하기 때문에 질소원을 전적으로 동물에게 의존한다. 벌레잡이제비꽃(Pinguicula vulgaris)는 동물보다 토양에서 질소원을 더 잘 사용하며, 유럽 통발은 동물과 토양에서 질소원을 거의 동일하게 사용하는 것으로 보인다.
식충식물 또한 식물이기 때문에 잎으로 광합성을 한다. 식물은 광합성과정에서 잎으로 태양에너지를 흡수하여 물을 광분해하여 전자와 부산물인 산소를 만든다. 전자는 이산화탄소를 환원시켜 당을 만드는 데 사용된다. 세포호흡과정에서 식물은 동물과 마찬가지로 당을 ATP형태로 전환하여 에너지를 사용하고 이산화탄소를 내어놓는다.
식물이 자라기 위해서는 호흡량보다 광합성랑이 많아야한다. 광합성량보다 호흡량이 많게 되면 식물은 저장된 당분을 모두 소진하고 죽게 될 것이다. 식물생장의 잠재성은 총광합성량이다. 총광합성량은 광합성으로 얻어진 총 생체량 획득량이며 호흡량은 줄어든 생체량이다. 식충활동을 이해하기 위해서는 총광합성량과 호흡량의 비용편익 분석이 필요하다..
식충식물의 잎은 광합성뿐만 아니라 벌레를 잡는 덫으로도 쓰이기 때문에 잎의 모양 변화는 대개 광합성에 불리하게 되었다. 포충낭형 식충식물의 경우 벌레를 잡기 위해 수직으로 잎을 늘여야했고 덮개부분만 햇볕이 닿는다. 분비샘, 점액, 융모, 소화효소와 같이 광합성을 하지 않는 부분에 추가적인 에너지, ATP를 소모하므로 호흡량이 그만큼 늘어나 순광합량이 줄어든다.
식충활동으로 인한 이득은 토양에 부족한 질소와 인을 먹이로부터 보충하여 광합성을 지속하는 것이다. 질소는 단백질, 효소를 만드는 데 사용되며 특히 질소성분이 풍부한 광합성효소인Rubisco(ribulose-1,5-bis-phosphate carboxylase/oxygenase)를 만드는 데 유용하다. 따라서 식충활동은 광합성을 더욱 효율적으로 하기 위한 수단으로 볼 수 있다.
식충식물은 포충방법에 따라 광합성과 식충활동이 번갈아 일어나기도 한다. 파리지옥은 식충활동 중에는 잎을 접기 때문에 광합성을 할 수 없다. 그리고 식충활동을 하지 않을 때는 광합성을 한다. 그러나 생활사 시기별로 다양한 형태를 가지고 있는 Triphyophyllum peltatum의 경우 유년기에 움직이지 않는 끈끈이로 벌레를 잡기 때문에 광합성과 식충활동을 동시에 할 수 있다. 식충활동이 광합성에 지장을 주는 듯 보이지만 식충활동에 쓰이는 에너지는 알맞은 수준으로 식물 스스로가 조절할 수 있어 식충활동을 하더라도 광합성을 하는 잎을 어느 정도 남겨놓기도 한다.

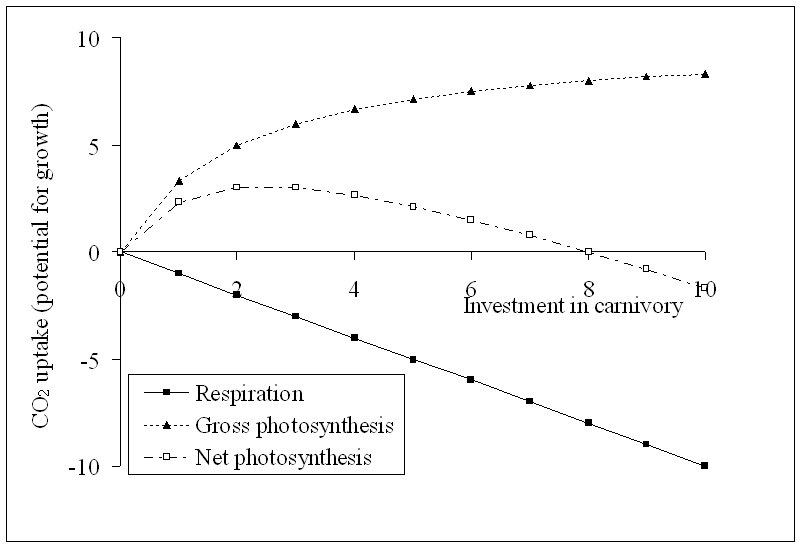
밝은 빛과 토양양분이 부족한 조건에서 식충식물의 광합성측정: 식충활동에 쓰인 잎의 수와 총광합성량, 호흡량, 순광합성량과의 상관관계

식충활동에 대한 연구를 통해 이산화탄소 흡수량(총광합성량, 잠재 성장량)과 호흡량(식충활동에 소모된 양)의 상관관계에 대한 유형화가 가능하게 되었다.
채광이 잘 되고 토양양분이 전혀 없는 곳에서는 식충활동이 활발할수록 호흡량과 총광합성량은 증가했지만 순광합성량이 감소한 것을 볼 수 있다. 질소와 인의 공급으로 광합성이 늘어나기는 했지만 빛의 세기나 이산화탄소의 농도 등 다른 제한요소들 때문에 광합성이 차츰 제한을 받게 때문에 왕성한 식충활동으로 인한 호흡량 증가를 따라가지 못하여 순광합성량이 감소한다.
식물이 생장하기 위해서는 순광합성량이 양(+)의 값을 가져야한다. 과도한 식충활동은 에너지소모가 많아 생장에 지장을 미치지만 식충활동에 투자가 없어도-토양양분이 절대적으로 부족하기 때문에-마찬가지로 생장에 악영향을 미친다. 순광합성량이 최대가 되는 최적의 상태에서 식물의 생장은 왕성하다. 식충활동에 투자하는 양이 최적의 상태보다 적거나 많으면 생장은 최적의 상태보다 느려질 것이다. 식충활동에 투자하는 양이 총광합성과 같으면 식물의 생장을 멈출 것이다.(참고로 식충식물이 아닌 Sphagnum의 경우 빗속의 아주 미량의 인이나 질소성분을 흡수할 수 있고 남조균과 공생이 가능하기 때문에 식충활동에 대한 투자가 없어도 식충식물과 같은 조건에서 살아갈 수 있다.)

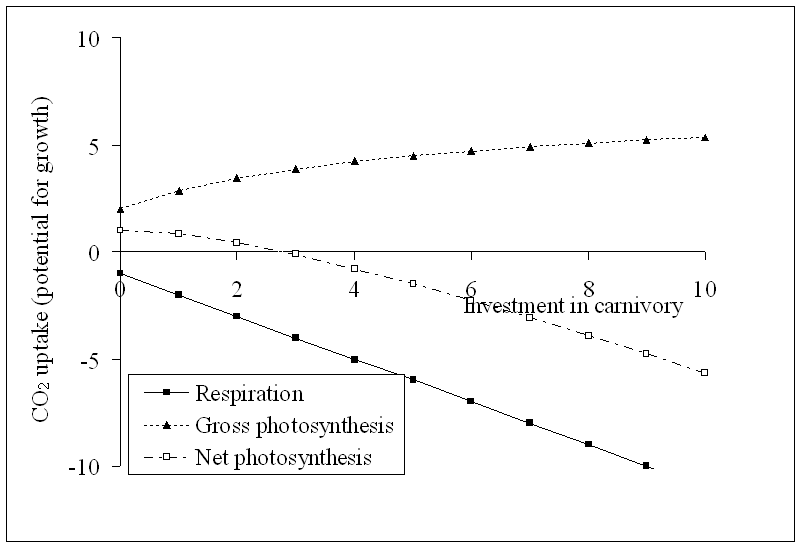
어두운 빛과 토양양분이 충분한 조건에서 식충식물의 광합성측정: 식충활동에 쓰인 잎의 수와 총광합성량, 호흡량, 순광합성량과의 상관관계.

일반적인 조건에서 식충식물은 다른 식물과의 경쟁에 약하다. 양분이 충분한 서식지에서는 필요없는 포충구조를 만들기 위해 에너지를 소모하기 때문이다. 습지의 열악한 환경에서 살 수 있는 것은 식충 활동을 통해 토양의 양분이 부족해도 잘 견딜 수 있기 때문이다. 채광이 잘 되고 양분이 부족할 때 식충 활동이 빛을 발하지만 그렇지 못할 경우 식물은 식충 활동을 중단하기도 한다. 사라세니아속의 경우 여름에 비해 햇볕이 약한 겨울에는 광합성이 활발하지 못하기 때문에 왕성한 포충 활동이 필요없다. 또한 겨울에는 포획할 벌레 또한 줄어들기 때문에 식물은 포충낭이 아닌 가엽(假葉, pyllode)를 만든다.